# Toponymie du Zimbabwe
La toponymie du Zimbabwe a évolué depuis son indépendance en 1980 sur les ruines de l'ancienne Rhodésie du sud. C'est en 1982 que le Zimbabwe entreprit d'éradiquer la toponymie héritée du colonialisme britannique et de la domination blanche rhodésienne. Cette politique, qui avait commencé par le déboulonnage des statues de Cecil Rhodes à Salisbury et Bulawayo a continué, au moment du deuxième anniversaire de l'indépendance, par le renommage des villes, villages et rues.
C'est ainsi que la capitale, Salisbury, ainsi nommée en 1890 en hommage au Premier ministre britannique, lord Cecil, 3e Marquis de Salisbury, fut rebaptisée en 1982, Harare, d'après le chef shona Neharawa. 
D'autres noms de lieux furent aussi rebaptisés ou réorthographiés pour correspondre notamment à la prononciation africaine à l'instar de Gwelo devenue Gweru.
| Ancien nom    | Nouveaux noms depuis 1982 |
| ------------- | ------------------------- |
| Enkeldoorn    | Chivhu                    |
| Essexvale     | Esigodini                 |
| Fort Victoria | Masvingo                  |
| Gwelo         | Gweru                     |
| Gatooma       | Kadoma                    |
| Hartley       | Chegutu                   |
| Marandellas   | Marondera                 |
| Matopos       | Matobo                    |
| Melsetter     | Chimanimani               |
| Que Que       | Kwekwe                    |
| Umtali        | Mutare                    |
| Salisbury     | Harare                    |
| Selukwe       | Shurugwi                  |
| Shabani       | Zvishavane                |
| Sinoia        | Chinhoyi                  |
| Wankie        | Hwange                    |

La seconde plus grande ville du pays, Bulawayo, ne fut pas affectée par ces changements de noms tout comme les villages de Beitbridge, Colleen Bawn, West Nicholson, Fort Rixon, Craigmore, Cashel, Juliasdale, Glendale, et Birchenough Bridge ainsi que les banlieues d'Harare, comme Borrowdale, Rotten Row, Rietfontein, Tynwald, et Mount Pleasant, à l'exception du township de Harare rebaptisé Mbare.

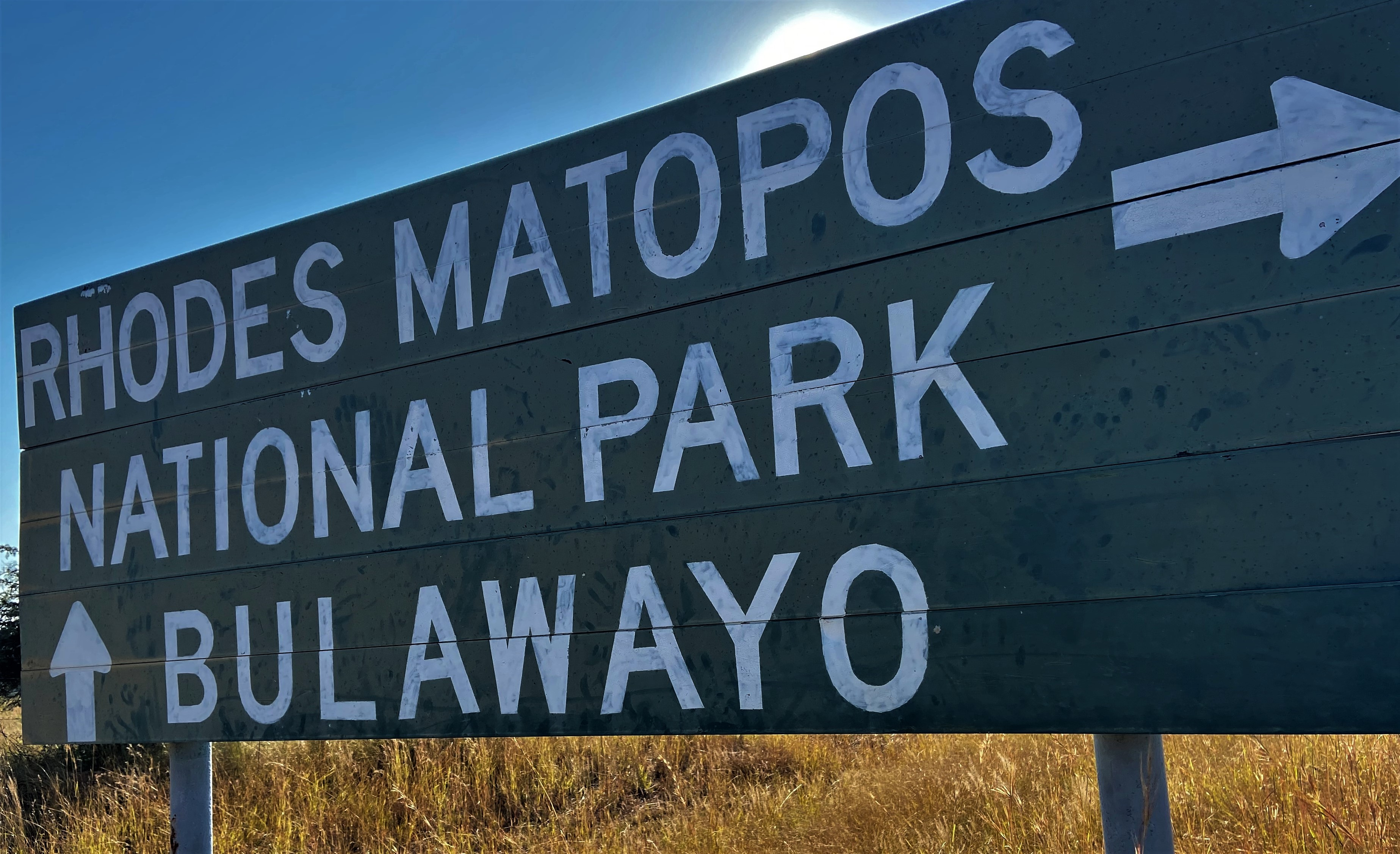
Signalétique indiquant en 2023 la direction pour le Rhodes Matopos National Park.

Le fleuron touristique du Zimbabwe que constituent les chutes Victoria conserva également son identité coloniale du fait de sa renommée internationale. La transcription africaine, Mosi oa Tunya, étant trop difficile à vendre à l'étranger. 
Les noms des rues furent également changés, en particulier dans les centres-villes. Les noms coloniaux ou rhodésiens comme Cecil Rhodes durent laisser la place aux leaders nationalistes zimbabwéens tels Josia Tongogara, Simon Muzenda, et Leopold Takawira, et évidemment Robert Mugabe, dont le nom de rues est aussi fréquent que l'était celui de Rhodes autrefois, même si ce dernier n'a pas totalement disparu de la toponymie ou a été maintenu dans la signalétique comme pour le parc national des Matopos. 
D'autres rues ont aussi été rebaptisées d'après les noms de dirigeants africains de pays voisins comme Samora Machel du Mozambique, Julius Nyerere de Tanzanie, Kenneth Kaunda de Zambie et Nelson Mandela d'Afrique du Sud. 
Enfin, certains lieux ont adopté le nom d'un thème panafricain comme le square de l'Unité africaine à Harare en place de l'ancien Cecil Square.
À part de nombreux blancs, ces changements de toponymies ont bien été acceptés par la population africaine du Zimbabwe. La controverse existe cependant au niveau des multiples références au nom de Mugabe. Plus particulièrement, les écoles jusque-là épargnées ont commencé à être rebaptisées au début des années 2000 dont beaucoup au nom du président en exercice accentuant les accusations de culte de la personnalité.